# 天平感宝
天平感宝（、旧字体：天平󠄁感寶）は、日本の元号の一つ。天平の後、天平勝宝の前。日本で初めて使われた四文字の年号でもある。この時代の天皇は聖武天皇。
天平からの改元は749年のことであるが、3か月あまりの極めて短期間の使用に終わり、同年の内に天平勝宝に改元されたため、元年しか存在しない。また、後に書かれた書物では天平感宝の元号が使われることはない。『正倉院文書』や木簡には「天感」「感宝」と省略されている例が見られる。
当時の日本では金は産出されないと考えられており輸入に頼っていたが、東大寺盧舎那仏像の建立に合わせ鍍金に使う金の探索が全国で行われていた。天平21年（749年）に涌谷で金が採掘された金が献上されると、聖武天皇は神仏のもたらした奇跡とし、特に三宝に感謝をしめし東大寺大仏の前でおこなわれた4月1日の宣命のなかで、国民ともに現人神として黄金を受け取り、皆に恵みを与え政治をするために「御代の年号に字を加え賜わく」と述べている。四字年号は中国の武則天の天冊万歳、万歳登封などの先例にならったとされている。
なお、天平感宝から神護景雲までの5つの元号がいずれも四文字で、かつその後は四文字の元号が行われることがなかったこと、5つの元号の期間が阿倍内親王（孝謙・称徳天皇）への譲位からその崩御までの期間とほぼ重なることから、天平感宝元年（749年）から神護景雲4年（770年）までの時期を「四字年号時代」と称する研究者もいる。

## 改元
- 天平21年4月14日（ユリウス暦749年5月4日）：陸奥国守の百済王敬福が金900両（約13kg）を献上。改元。
- 天平感宝元年7月2日（ユリウス暦749年8月19日）：天平勝宝に改元。

## 天平感宝年間の出来事
- 天平感宝元年（749年）
  - 5月：大安寺など12寺に墾田地・稲などを寄進する。
  - 7月：諸寺の墾田地の限度額を定める。

## 西暦との対照表
※は小の月を示す。
| 天平感宝元年（己丑） | 一月     | 二月※ | 三月※ | 四月 | 五月 | 閏五月※ | 六月 | 七月※ | 八月 | 九月  | 十月※ | 十一月 | 十二月※  |
| -------------------- | -------- | ----- | ----- | ---- | ---- | ------- | ---- | ----- | ---- | ----- | ----- | ------ | -------- |
| ユリウス暦           | 749/1/23 | 2/22  | 3/23  | 4/21 | 5/21 | 6/20    | 7/19 | 8/18  | 9/16 | 10/16 | 11/15 | 12/14  | 750/1/13 |